# Museo de Ideas e Inventos de Barcelona
El Museo de Ideas e Inventos de Barcelona, estilizado como miba, era un museo privado que situado en el barrio Gòtic de Barcelona . Se inauguró el 23 de marzo de 2011, con el objetivo de motivar la creatividad.  Su director y creador es Pep Torres, conocido por presentar inventos en programas de televisión como Crónicas Marcianas y El Hormiguero, y por ser director desde 2008 de la feria de inventos Attic de Villanueva y Geltrú. Cerró el 31 de diciembre de 2016.

## Edificio
El museo se encuentra en la calle Ciutat, muy cerca de la plaza de Sant Jaume. Ocupa un palacio del XIX (1874) que antes se había utilizado como sede del PSUC y, más adelante, de ICV, entre 1976 y 2010, fecha en la que cambiaron su sede por la del pasaje del Reloj. El presupuesto de remodelación del espacio ha sido de 200.000 euros aunque, según otras fuentes, ha ascendido a 350.000 euros. El proyecto fue realtizado por el estudio de arquitectos Juanola & De Miguel .

## Historia
Es museo es el resultado de la voluntad de Pep Torres de crear una institución que favorezca la imaginación. El primer borrador de idea surgió en 2000 y desde entonces y gracias a la colaboración de dos socios, se ha ido creando progresivamente la colección. El Museo de ideas es privado y no ha recibido ninguna subvención pública para su creación. Se inauguró el 23 de marzo de 2011. La misma semana el 26 de marzo, sufrió un escape de agua que inundó el sótano del museo, obligando a desalojar las visitas y cerrar el museo durante una semana para acondicionarlo correctamente.
El museo cerró el 31 de diciembre de 2016, al considerar que pivotaba sobre un "modelo obsoleto" y que a partir de ese momento el museo se convertiría en itinerante.

## Colección
La colección permanente del museo muestra una selección de los mejores inventos actuales, objetos comercializados industrialmente en todo el mundo. Parte de la colección se basa en una recopilación de inventos fallidos, creaciones inútiles o absurdas. Pensado para fomentar la creatividad de los visitantes, incluye piezas poco habituales dentro de un museo como un tobogán.
Las exposiciones tienen voluntad de hacer reflexionar sobre el concepto de idea y creatividad. Una de ellas se llama Futour, un tour por el futuro, muestra que ya se pudo ver en el 2006 en el FAD, que además fue premiada con el Premio Ciutat de Barcelona. Se trata de una selección de objetos que se cree que serán inventados en el 2300. Otra sección, con el nombre de Sociedad Ilimitada, muestra una selección de inventos de aficionados y pequeñas empresas, que se irá ampliando con el tiempo.
El museo también dedica un espacio a inventos fallidos conocido como Espai Absurd, con intención de dar un toque de humor a la muestra. También tiene una muestra de alguno de los dibujos originales de los imaginativos Los grandes inventos del TBO ideados por Ramón Sabatés en los años 1970-1980.

### Piezas destacadas
- Pulsera que marca los UVA
- Cojín que neutraliza los gases
- Visera contra el jabón
- Triciclo para compartir
- Taza con galletas incorporadas
- Gafas para el tercer mundo
- Silla para supositorios
- Mop Star [12]